# Groupement européen d'intérêt économique
Pour les articles homonymes, voir Groupement.
Un groupement européen d'intérêt économique (GEIE) est une entité juridique fondée sur le droit européen. C'est l'adaptation au cadre international européen du concept français de Groupement d'intérêt économique (GIE). Il a été institué par le Règlement CEE no 2137/85 du Conseil du 25 juillet 1985. Son objectif est de faciliter la coopération transnationale entre entreprises.
Il s'agit du regroupement de personnes morales (sociétés ou autres entités juridiques), de droit privé ou public, décidant de mettre en commun des moyens tout en conservant leur personnalité juridique propre. Un GEIE doit compter au minimum deux sociétés européennes appartenant à deux États membres différents. Son siège doit être obligatoirement fixé dans le territoire de l'Union européenne et de l'Espace économique européen (EEE). Il ne peut employer plus de 500 personnes.
Le GEIE, n'étant pas une société, n'a pas obligatoirement un capital minimal et n'a pas pour objectif de réaliser des bénéfices pour lui-même. Ses bénéfices éventuels sont répartis entre les membres, selon les clauses du contrat d'association, en principe au prorata des moyens engagés par chacun, et taxés selon les règles applicables à ces sociétés. Les membres du GEIE sont indéfiniment et solidairement responsables des dettes contractées par celui-ci.
Exemples de GEIE : 
- Arte (Association relative à la télévision européenne)
- EDCTP: European and Developing Countries Clinical Trials Partnership
- European Research Consortium for Informatics and Mathematics (ERCIM)
- Euresa (Outil de coopération entre assureurs européens)
- Eurocité basque Bayonne - San Sebastián
- European Business School Paris
- Eurostar
- GEIE-TMB  (exploitant unique du tunnel du Mont-Blanc)
- European Vaccine Initiative: European Vaccine Initiative : EVI
- Albatros (Établissements pour adultes vivant avec un handicap)
- FORESPIR - GEIE franco-espagnol-andorran
- Agrinatura-EEIG

### Autre article
- GIE
- Société coopérative d'intérêt collectif